# 南浦和陸橋
南浦和陸橋（みなみうらわりっきょう）は、埼玉県さいたま市南区文蔵と同区南浦和の間で東日本旅客鉄道（JR東日本）東北本線に架かる、さいたま市道F195号（南陸橋通）の跨線橋（陸橋）である。

## 概要
浦和電車区（現在はさいたま車両センター）が1962年（昭和37年）に開設され、その4年後の1966年（昭和41年）に電車区を跨ぐ形で完成している。浦和市の都市計画道路美女木大谷場線として整備されている。2015年には南浦和陸橋耐震補強工事が行われた。
- 起点 埼玉県さいたま市南区文蔵1丁目
- 終点 埼玉県さいたま市南区南浦和3丁目
- 車線数 片側1車線
- 設計速度 40km/h

## 周辺
- 文蔵第一自治会館
- 小谷場公園
- 水深公園
- さくら公園

## 隣の橋
- （起点）川口蕨陸橋 - 芝陸橋 - 国道298号・外環 - 南浦和陸橋 - 新浦和橋 - 浦和橋（終点）